# Exenterus
Exenterus is een geslacht van insecten uit de orde vliesvleugeligen (Hymenoptera) en de familie Ichneumonidae.

## Soorten
- E. abruptorius (Thunberg, 1824)
- E. adspersus Hartig, 1838
- E. amictorius (Panzer, 1801)
- E. confusus Kerrich, 1952
- E. ictericus (Gravenhorst, 1829)
- E. oriolus Hartig, 1838
- E. simplex Thomson, 1883
- E. tricolor Roman, 1913
- E. vellicatus Cushman, 1940